# Montchanin (Saône-et-Loire)
Montchanin település Franciaországban, Saône-et-Loire megyében. Lakosainak száma 4982 fő (2022. január 1.). Montchanin Torcy, Écuisses, Saint-Eusèbe és Saint-Laurent-d’Andenay községekkel határos.

## Népesség
A település népességének változása:
| Lakosok száma | 5226 | 5178 | 5183 | 5030 | 4963 | 4964 | 4992 | 4979 | 4982 |
|               | 2013 | 2015 | 2016 | 2017 | 2018 | 2019 | 2020 | 2021 | 2022 |